# Last Concert in Japan
Last Concert in Japan es un álbum en directo del grupo de hard rock Deep Purple, lanzado por Purple Records en 1977.
El disco documenta el último concierto japonés del "Mark IV" con Tommy Bolin en guitarra, del 15 de diciembre de 1975 en el Budokan, de Tokio.
Este concierto contó con una asistencia de unos 14.000 espectadores. 
Parte del show fue filmado en 16mm, e incluido en el vídeo "Rises Over Japan", publicado solo en Japón en 1985.
La grabación fue sustancialmente editada en estudio para publicarla en un solo long play, en 1977, aunque el concierto completo fue remasterizado y restaurado técnicamente para el doble CD de archivo "This Time Around: Live in Tokyo", lanzado en 2001.

## Lista de canciones
Cara A
1. Burn - 7:05 - (David Coverdale, Ritchie Blackmore, Jon Lord, Ian Paice)
2. Love Child - 4:46 - (Coverdale, Tommy Bolin)
3. You keep on Moving - 6:16 - (Coverdale, Glenn Hughes)
4. Wild dogs - 6:06 - (Bolin, John Tesar)

Cara B
1. Lady Luck - 3:11 - (Coverdale, Roger Cook)
2. Smoke on the Water - 6:24 - (Ian Gillan, Blackmore, Roger Glover, Lord, Paice)
3. Soldier of Fortune - 2:22 - (Coverdale, Blackmore)
4. Woman from Tokyo - 4:01 - (Gillan, Blackmore, Glover, Lord, Paice)
5. Highway Star - 6:50 - (Gillan, Blackmore, Glover, Lord, Paice)

## Músicos
- David Coverdale - voz
- Glenn Hughes - bajo, voz
- Tommy Bolin - guitarra
- Ian Paice - batería
- Jon Lord - teclados